# 2011 HF103
2011 HF103, também escrito como 2011 HF103, é um objeto transnetuniano que está localizado no Cinturão de Kuiper, uma região do Sistema Solar. Este corpo celeste é classificado como um cubewano. Ele possui uma magnitude absoluta de 8,5 e tem um diâmetro estimado com cerca de 88 km.

## Descoberta
2011 HF103 foi descoberto no dia 29 de abril de 2011 pelo New Horizons KBO Search.

## Órbita
A órbita de 2011 HF103 tem uma excentricidade de 0,001 e possui um semieixo maior de 42,765 UA. O seu periélio leva o mesmo a uma distância de 42,701 UA em relação ao Sol e seu afélio a 42,829 UA.